# Anton Slokar
Anton Slokar, slovenski trgovec, politik in kulturni delavec, * 10. januar 1898, Slokarji, Lokavec, † 27. september 1982, Ajdovščina.

## Življenje in delo
Rodil se je v družini lesnega trgovca in gostilničarja Antona in gospodinje Marije Slokar rojene Vidmar. Ljudsko šolo je končal v Lokavcu, obrtno trgovsko šolo pa v Ajdovščini. Po vrnitvi iz Avstro-Ogrske vojske je leta 1920 prevzel očetove posle, sodeloval v kulturno prosvetnih organizacijah ter jim gmotno podpiral.
Slokar je v Ajdovščini ustanovil ŠKAŠ (Športni klub Ajdovščina-Šturje). Kasneje se je ŠKAŠ, ker je zaradi izseljevanja v tujino začelo primanjkovati nogometašev, združil z vipavskimi nogometaši v nov klub Burja. Politično je bil povezan s politiki iz Gorice, predvsem z Albertom Rejcem in Zorkom Jelinčičem ter kulturniki iz Trsta. V Ajdovščini je sodeloval z zborovodjem Janezom Fajglom in prosvetnim delavcem Rudolfom Brajnikom. Med prvimi se je pridružil tudi tajni organizaciji TIGR. Zaradi proti fašistične dejavnosti je ime doma več policijskih preiskav in bil večkrat tudi aretiran. Ponoči 19. maja 1934 je z ženo in tremi otroki pobegnil v Kraljevino Jugoslavijo in se tako izognil prestajanju zaporne kazni. Po sedmih mesecih je dobil zaposlitev na prosvetnem oddelku banske uprave v Ljubljani. Po kapitulaciji in zasedbi Jugoslavije je začel sodelovati z Osvobodilno fronto. Skrival je slovenske vojaške ubežnike iz italijanske vojske ter jih oskrboval s hrano in orožjem. Fašistična policija ga je 28. avgusta 1941 aretirala ter po treh mesecih iz ljubljanskih zaporov poslala na sojenje pred posebno sodišče za zaščito države v Rim. Zaradi sodelovanja z narodnoosvobodilno borbo je bil obsojen na 26 let strogega zapora. Iz Rima so ga premestili v Sieno, ker pa so karabinjerji izgubili dokumente in niso vedeli kaj početi, so ga iz Siene poslali v San Gimignano, od koder se je konec novembra s ponarejenimi dokumenti vrnil v Ljubljano. Tu se je ponovno zaposlil na banski upravi ter še naprej sodeloval z OF. Po upokojitvi se je bolan vrnil v Ajdovščino.